# بيل وولف
بيل وولف (بالإنجليزية: Bill Wolff)‏ هو مذيع ‏ أمريكي، ولد في 2 يونيو 1927.